# José Nicolás de la Escalera
Pour les articles homonymes, voir Escalera.
José Nicolás de Escalera, né à La Havane en 1734 et mort dans la même ville en 1804, est un peintre cubain.
Plusieurs de ses œuvres, dont La Santísima Trinidad, se trouvent au Musée national des beaux-arts de Cuba.